# A Mountain Tragedy
A Mountain Tragedy è un cortometraggio muto del 1912 diretto da Pat Hartigan e interpretato da Ruth Roland e da Marshall Neilan.

## Produzione
Il film, prodotto dalla Kalem Company, fu girato a Santa Monica.

## Distribuzione
Distribuito dalla General Film Company, il film - un cortometraggio in una bobina - uscì nelle sale cinematografiche statunitensi il 28 dicembre 1912. In quell'anno, la casa di produzione Reliance distribuì anche lei un film dallo stesso titolo.